# Département de Corpen Aike
Le département de Corpen Aike est une des 7 subdivisions de la province de Santa Cruz, en Argentine. Son chef-lieu est la ville de Puerto Santa Cruz.
Le département a une superficie de 26 350 km2. Sa population s'élevait à 7 942 habitants au recensement de 2001 (source : INDEC).

## Localités

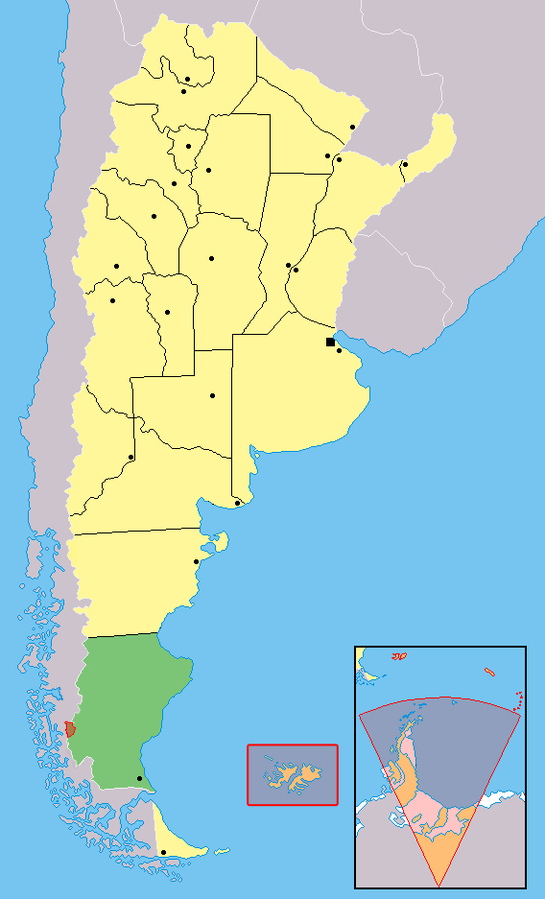
Localisation de la province de Santa Cruz en Argentine

- Comandante Luis Piedrabuena
- Puerto Santa Cruz
- Puerto de Punta Quilla
- Río Chico